# Rallye Kroatien 2024
Die Rallye Kroatien (offiziell Croatia Rally 2024) war der 4. Lauf zur FIA-Rallye-Weltmeisterschaft 2024. Sie dauerte vom 18. bis zum 21. April und es wurden insgesamt 20 Wertungsprüfungen (WP) gefahren.

## Meldeliste
| Nr.                  | Fahrer            | Co-Pilot                   | Auto                   |
| -------------------- | ----------------- | -------------------------- | ---------------------- |
| WRC-Klasse (Rally1)  |                   |                            |                        |
| 8                    | Ott Tänak         | Martin Järveoja            | Hyundai i20 N Rally1   |
| 9                    | Andreas Mikkelsen | Torstein Eriksen           | Hyundai i20 N Rally1   |
| 11                   | Thierry Neuville  | Martijn Wydaeghe           | Hyundai i20 N Rally1   |
| 13                   | Grégoire Munster  | Louis Louka                | Ford Puma Rally1       |
| 16                   | Adrien Fourmaux   | Alexandre Coria            | Ford Puma Rally1       |
| 17                   | Sébastien Ogier   | Vincent Landais            | Toyota GR Yaris Rally1 |
| 18                   | Takamoto Katsuta  | Aaron Johnston             | Toyota GR Yaris Rally1 |
| 33                   | Elfyn Evans       | Scott Martin               | Toyota GR Yaris Rally1 |
| WRC2-Klasse (Rally2) |                   |                            |                        |
| 20                   | Yohan Rossel      | Arnaud Dunand              | Citroën C3 Rally2      |
| 21                   | Sami Pajari       | Enni Mälkönen              | Toyota GR Yaris Rally2 |
| 22                   | Pepe López        | David Vázquez Liste        | Škoda Fabia RS Rally2  |
| 23                   | Nikolay Gryazin   | FIA Konstantin Aleksandrov | Citroën C3 Rally2      |
| 24                   | Georg Linnamäe    | James Morgan               | Toyota GR Yaris Rally2 |
| 25                   | Nicolas Ciamin    | Yannick Roche              | Hyundai i20 N Rally2   |
| 26                   | Lauri Joona       | Janni Hussi                | Škoda Fabia RS Rally2  |
| 27                   | Emil Lindholm     | Reeta Hämäläinen           | Hyundai i20 N Rally2   |

Anmerkung: Insgesamt haben sich 67 Fahrzeuge in verschiedenen Klassen eingeschrieben.

## Klassifikationen

### WRC Rally1
| Position | Position | Nr. | Fahrer            | Co-Pilot         | Auto                   | Zeit      |           | WM-Punkte | WM-Punkte | WM-Punkte  | WM-Punkte |
| Rally1   | Gesamt   | Nr. | Fahrer            | Co-Pilot         | Auto                   | Zeit      | Rückstand | Samstag   | Sonntag   | Powerstage | Total     |
| -------- | -------- | --- | ----------------- | ---------------- | ---------------------- | --------- | --------- | --------- | --------- | ---------- | --------- |
| 1        | 1        | 17  | Sébastien Ogier   | Vincent Landais  | Toyota GR Yaris Rally1 | 2:40:23.6 |           | 13        | 5         | 3          | 21        |
| 2        | 2        | 33  | Elfyn Evans       | Scott Martin     | Toyota GR Yaris Rally1 | 2:40:33.3 | 00:09.7   | 15        | 3         | 1          | 19        |
| 3        | 3        | 11  | Thierry Neuville  | Martijn Wydaeghe | Hyundai i20 N Rally1   | 2:41:09.4 | 00:45.8   | 18        | 1         | 0          | 19        |
| 4        | 4        | 8   | Ott Tänak         | Martin Järveoja  | Hyundai i20 N Rally1   | 2:41:22.2 | 00:58.6   | 10        | 6         | 4          | 20        |
| 5        | 5        | 18  | Takamoto Katsuta  | Aaron Johnston   | Toyota GR Yaris Rally1 | 2:42:19.1 | 01:55.5   | 6         | 7         | 2          | 15        |
| 6        | 6        | 9   | Andreas Mikkelsen | Torstein Eriksen | Hyundai i20 N Rally1   | 2:44:24.6 | 04:01.0   | 4         | 4         | 0          | 8         |
| 7        | 7        | 13  | Grégoire Munster  | Louis Louka      | Ford Puma Rally1       | 2:45:34.6 | 05:11.0   | 3         | 2         | 0          | 5         |
| 8        | 17       | 16  | Adrien Fourmaux   | Alexandre Coria  | Ford Puma Rally1       | 2:57:28.4 | 17:04.8   | 8         | 0         | 5          | 13        |

### WRC Rally2
| Position | Position | Nr. | Fahrer          | Co-Pilot                   | Auto                  | Zeit      | Rückstand | Punkte | Punkte |
| Rally2   | Gesamt   | Nr. | Fahrer          | Co-Pilot                   | Auto                  | Zeit      | Rückstand | Rally2 | Gesamt |
| -------- | -------- | --- | --------------- | -------------------------- | --------------------- | --------- | --------- | ------ | ------ |
| 1        | 8        | 23  | Nikolay Gryazin | FIA Konstantin Aleksandrov | Citroën C3 Rally2     | 2:49:44.9 |           | 25     | 2      |
| 2        | 9        | 20  | Yohan Rossel    | Arnaud Dunand              | Citroën C3 Rally2     | 2:50:23.1 | 0:38.2    | 18     | 1      |
| 3        | 12       | 21  | Pepe López      | David Vázquez Liste        | Škoda Fabia RS Rally2 | 2:52:25.9 | 2:41.0    | 15     | 0      |

Anmerkung: Insgesamt haben sich 22 Fahrzeuge von 62 gestarteten klassiert.

## Wertungsprüfungen
Zeitzone MESZ
| Datum     | Zeit          | Nr.                 | WP                                       | Länge               | Gewinner                                                                              | Zeit                                    | Leader           |
| --------- | ------------- | ------------------- | ---------------------------------------- | ------------------- | ------------------------------------------------------------------------------------- | --------------------------------------- | ---------------- |
| 18. April | 09:01         | —                   | Okić (Shakedown)                         | 3,65 km             | Sébastien Ogier                                                                       | 01:55.7                                 |                  |
| 19. April | 08:28         | WP1                 | Krašić – Sošice 1                        | 23,63 km            | Thierry Neuville                                                                      | 12:42.3                                 | Thierry Neuville |
| 19. April | 09:41         | WP2                 | Jaškovo – Mali Modruš Potok 1            | 9,48 km             | Elfyn Evans                                                                           | 05:05.0                                 | Thierry Neuville |
| 19. April | 10:39         | WP3                 | Ravna Gora – Skrad 1                     | 10,13 km            | Thierry Neuville                                                                      | 05:49.6                                 | Thierry Neuville |
| 19. April | 11:47         | WP4                 | Platak 1                                 | 16,63 km            | Thierry Neuville                                                                      | 08:47.5                                 | Thierry Neuville |
| 19. April | 14:45         | WP5                 | Platak 2                                 | 16,63 km            | Thierry Neuville                                                                      | 08:47.4                                 | Thierry Neuville |
| 19. April | 15:58         | WP6                 | Ravna Gora – Skrad 2                     | 10,13 km            | Elfyn Evans                                                                           | 05:50.3                                 | Thierry Neuville |
| 19. April | 17:16         | WP7                 | Jaškovo – Mali Modruš Potok 2            | 9,48 km             | Sébastien Ogier                                                                       | 05:00.3                                 | Elfyn Evans      |
| 19. April | 18:09         | WP8                 | Krašić – Sošice 2                        | 23,63 km            | Sébastien Ogier                                                                       | 12:49.8                                 | Thierry Neuville |
| 19. April | 19:54 – 20:39 | Service Park Zagreb | Service Park Zagreb                      | Service Park Zagreb | Service Park Zagreb                                                                   | Service Park Zagreb                     | Thierry Neuville |
| 20. April | 06:28 – 06:43 | Service Park Zagreb | Service Park Zagreb                      | Service Park Zagreb | Service Park Zagreb                                                                   | Service Park Zagreb                     | Thierry Neuville |
| 20. April | 07:31         | WP9                 | Smerovišće – Grdanjci 1                  | 15,72 km            | Adrien Fourmaux                                                                       | 10:18.6                                 | Thierry Neuville |
| 20. April | 08:24         | WP10                | Stojdraga – Gornja Vas 1                 | 20,77 km            | Sébastien Ogier                                                                       | 12:29.6                                 | Thierry Neuville |
| 20. April | 10:05         | WP11                | Vinski Vrh – Duga Resa 1                 | 8,78 km             | Thierry Neuville                                                                      | 04:31.9                                 | Thierry Neuville |
| 20. April | 11:03         | WP12                | Pećurkovo Brdo – Mrežnički Novaki 1      | 9,11 km             | Thierry Neuville                                                                      | 04:47.5                                 | Thierry Neuville |
| 20. April | 13:03 – 13:43 | Service Park Zagreb | Service Park Zagreb                      | Service Park Zagreb | Service Park Zagreb                                                                   | Service Park Zagreb                     | Thierry Neuville |
| 20. April | 14:31         | WP13                | Smerovišće – Grdanjci 2                  | 15,72 km            | Elfyn Evans                                                                           | 10:27.7                                 | Elfyn Evans      |
| 20. April | 15:24         | WP14                | Stojdraga – Gornja Vas 2                 | 22,77 km            | Thierry Neuville                                                                      | 12:28.9                                 | Thierry Neuville |
| 20. April | 17:05         | WP15                | Vinski Vrh – Duga Resa 2                 | 8,78 km             | Thierry Neuville                                                                      | 04:31.8                                 | Thierry Neuville |
| 20. April | 18:03         | WP16                | Pećurkovo Brdo – Mrežnički Novaki 2      | 9,11 km             | Thierry Neuville                                                                      | 04:47.2                                 | Thierry Neuville |
| 20. April | 19:43 – 20:28 | Service Park Zagreb | Service Park Zagreb                      | Service Park Zagreb | Service Park Zagreb                                                                   | Service Park Zagreb                     | Thierry Neuville |
| 20. April | 05:40 – 05:55 | Service Park Zagreb | Service Park Zagreb                      | Service Park Zagreb | Service Park Zagreb                                                                   | Service Park Zagreb                     | Thierry Neuville |
| 20. April | 07:08         | WP17                | Trakošćan – Vrbno 1                      | 13,15 km            | Takamoto Katsuta                                                                      | 06:55.9                                 | Thierry Neuville |
| 20. April | 08:35         | WP18                | Zagorska Sela – Kumrovec 1               | 14,24 km            | Ott Tänak                                                                             | 08:11.9                                 | Sébastien Ogier  |
| 20. April | 10:23         | WP19                | Trakošćan – Vrbno 2                      | 13,15 km            | Takamoto Katsuta                                                                      | 07:01.6                                 | Sébastien Ogier  |
| 20. April | 13:15         | WP20                | Zagorska Sela – Kumrovec 2 (Power Stage) | 14,24 km            | 1. Adrien Fourmaux 2. Ott Tänak 3. Sébastien Ogier 4. Takamoto Katsuta 5. Elfyn Evans | 08:01.7 08:05.5 08:06.7 08:08.4 08:10.0 | Sébastien Ogier  |